# Adams (Ilocos Norte)
Adams es un municipio filipino de quinta categoría perteneciente a la provincia de Ilocos Norte en la Región Administrativa de Ilocos.

## Geografía
Tiene una extensión superficial de 159.31 km² y según el censo del 2007, contaba con una población de 1.522 habitantes y 269 hogares; 1.785 habitantes el día primero de mayo de 2010
Territorio boscoso y muy montañoso, aunque no está dividido como otros municipios en varios barangays, incluye algunos pueblos pequeñoscomo Siwet, Kabacan, Budabid, Sinidangan, Gubgubeng, Lipay y Maligligay.

### Barangayes
Adams se divide, a los efectos administrativos. en 1 barangayes o barrios, de carácter rural.
- Adams (Población)

## Historia
Hasta el año de 1918 se trataba de una reserva para las minorías étnicas, dependiente del
municipio de Bangui, hasta que en 1950 se incorpora al nuevo municipio de Pagudpud. El 16 de mayo de 1983 Adams se convirtió en un municipio independiente.